# Dichetophora biroi
Dichetophora biroi är en tvåvingeart som först beskrevs av Kertesz 1901.  Dichetophora biroi ingår i släktet Dichetophora och familjen kärrflugor. Inga underarter finns listade i Catalogue of Life.